# Novhorod-Siverskyi (huyện)
Huyện Novhorod-Siverskyi (tiếng Ukraina: Новгород-Сіверський район, chuyển tự: Novhorod-Siverskyis’kyi raion) là một huyện của tỉnh Chernihiv thuộc Ukraina. Huyện Novhorod-Siverskyi có diện tích 1804 km², dân số theo điều tra dân số ngày 5 tháng 12 năm 2001 là 36091 người với mật độ 20 người/km2. Trung tâm huyện nằm ở Novhorod-Siverskyi.